# Conopariella albitarsis
Conopariella albitarsis är en tvåvingeart som först beskrevs av Günther Enderlein 1922.  Conopariella albitarsis ingår i släktet Conopariella och familjen bredmunsflugor. Inga underarter finns listade i Catalogue of Life.